# Werner Miethe

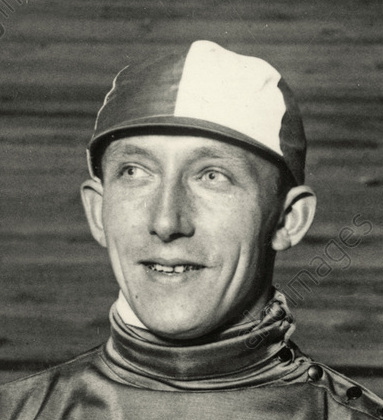
Werner Miethe, 1927

Werner Miethe (* 17. Juli 1906 in Berlin; † 1968 [wahrscheinlich ebenda]) war ein deutscher Radrennfahrer und -funktionär.

## Radsport-Karriere
Werner Miethe war eine schillernde Figur, die nicht nur als Radrennfahrer auf sich aufmerksam machte. Als Amateur stellte er 1924 in München einen Amateur-Stundenweltrekord über 41,947 Kilometer auf. Als Profi startete er ab 1927 hauptsächlich bei Sechstagerennen. Er fuhr insgesamt 44, von denen er eins 1934 in Cleveland gewann, mit Gustav Kilian und Heinz Vopel. Gemeinsam verbrachten die drei Männer viele Monate in den USA, in denen der sprachgewandte Miethe die Mannschaft Kilian/Vopel auch managte. 1935 wanderte er offiziell in die USA aus. Als er jedoch 1939 auf Besuch in Deutschland war, wurde ihm die Rückreise in die USA verwehrt, vier Wochen, bevor er seinen US-Pass bekommen hätte.

## Spion im Krieg
1939 warb die Abwehr der Wehrmacht Miethe für Spionagetätigkeiten an. Schon im selben Jahr wurde er nach späteren eigenen Angaben deshalb in Belgien festgenommen und zu sieben Jahren Haft verurteilt, aber im Mai 1940 von der deutschen Wehrmacht befreit. In den weiteren Kriegsjahren soll er als V-Mann für die Gestapo gearbeitet sowie gemeinsam mit dem Kölner Peter Steffes Schmuggelgut und jüdischen Besitz aus Frankreich verkauft haben.

## Berufliches
1947 war Werner Miethe wie auch der Automobil- und Motorrad-Rennfahrer Georg Meier, der während des Krieges wie Miethe in Frankreich stationiert und als Fahrer des Abwehrchefs Admiral Wilhelm Canaris tätig gewesen war, einer der Mitbegründer und Gesellschafter des von Ernst Loof initiierten Sportwagenherstellers Veritas GmbH. Bei einer Geschäftsreise nach Paris besuchte Miethe einen Boxkampf, wurde dort als früherer Hauptsturmführer der Pariser Besatzungs-Gestapo erkannt und verhaftet, allerdings nach einigen Tagen Haft wieder entlassen. 1950 ging Veritas in Konkurs. Anschließend eröffnete Miethe eine Tankstelle in Berlin und lebte in „luxuriösen Verhältnissen“, wie die Polizei feststellte, nachdem wiederholt wegen der „Verbreitung unzüchtiger Schriften“ gegen ihn ermittelt worden war.
Ein Versuch Miethes, erneut im Radsport tätig zu werden, scheiterte. Zwar arbeitete er in den 1950er Jahren wieder als Manager und wurde auch zum Vorsitzenden der Berliner Gruppe der Berufsfahrervereinigung gewählt. Doch es wurden massive Vorwürfe laut, dass er versuche, die deutsche Sechstage-Szene zu monopolisieren, so dass der Bund Deutscher Radfahrer ihm mit Lizenzentzug drohte. Der Spiegel zitierte eine Schweizer Radsportzeitschrift: Der frühere deutsche Sechstagefahrer Miethe beherrsche „praktisch alle deutschen Rennbahnen, verlangt, daß man sich seinen Anordnungen beugt. Die Leiter der Rennbahnen lassen es einfach geschehen. Dort, wo man sich den Forderungen dieser Herren nicht beugt, ist man den Repressalien zahlreicher Paare, die ihnen zu Diensten sind, und auch der Jury, ausgesetzt. Praktisch überwacht Herr Miethe alle Jurys“. Insbesondere Ferdy Kübler beschwerte sich über Manipulationen bei Sechstagerennen durch Miethe. Bei einer Versammlung des Berufsfahrer-Gesamtverbandes lehnte es die Mehrheit der Delegierten ab, ihn als Gast an der Veranstaltung teilnehmen zu lassen und ihm eine neuerliche Betreuerlizenz zu erteilen. Daraufhin zog sich Miethe ganz aus dem Radsport zurück.

## Als Verräter im Verdacht
Im Zuge von Ermittlungen zum Tode von Albert Richter geriet auch Miethe 1966 in das Visier der Staatsanwaltschaft. Richter, ein Bahnradsportler aus Köln, war 1932 Amateur-Weltmeister im Sprint geworden. Ende 1939 versuchte er, Geld für einen jüdischen Freund aus Köln in die Schweiz zu schmuggeln, was vom Zoll entdeckt wurde. Wenige Tage später kam er unter ungeklärten Umständen im Gefängnis von Lörrach ums Leben; mutmaßlich wurde er von der Gestapo getötet. Miethe wurde als eine von mehreren Personen genannt, die unter dem Verdacht standen, Richters geplanten Schmuggel an die Behörden verraten zu haben. Miethe konnte darauf verweisen, im fraglichen Zeitraum vermeintlich in Belgien im Gefängnis gesessen zu haben. Der Vater von Albert Richter glaubte nicht an einen Verrat Miethes. Dieser sei zwar ein Nazi gewesen, aber seinem Sohn wohlgesinnt.